# Joseph Li Shan

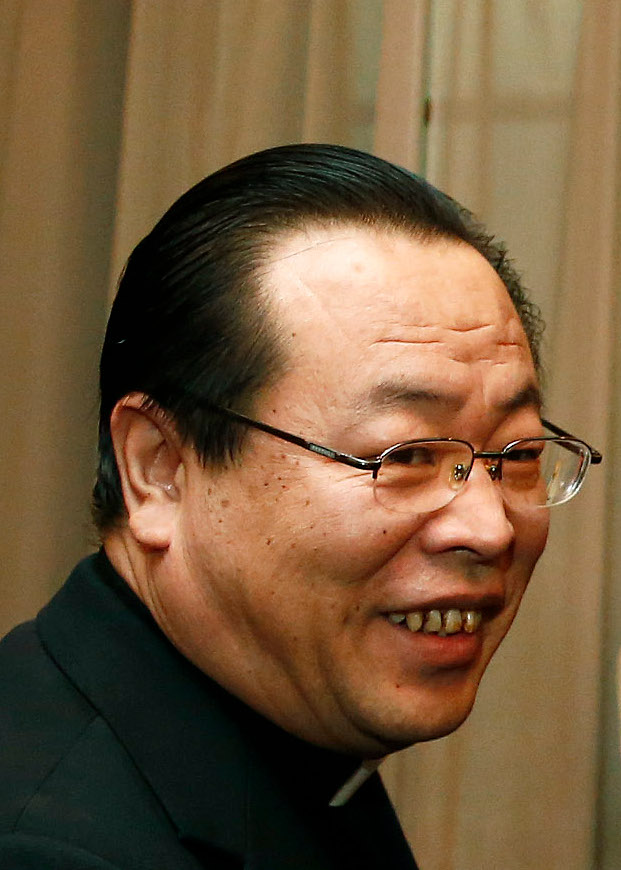
Joseph Li Shan

Wappen

Joseph Li Shan (chinesisch 李山, Pinyin Lǐ Shān, * März 1965 in Daxing) ist ein Bischof der chinesischen Staatskirche Chinesische Katholisch-Patriotische Vereinigung und Erzbischof von Peking. 

## Leben
Joseph Li Shan wuchs in Daxing, einem Stadtteile von Peking, auf. Er war Pfarrer der St.-Josephs-Kirche in Wangfujing.
Am 21. September 2007 wurde Joseph Li Shan im Alter von 42 Jahren in der Kathedrale der Unbefleckten Empfängnis („Südkathedrale“) in Peking zum Bischof geweiht und zugleich zum Erzbischof von Peking ernannt. Seine Ernennung zum Erzbischof von Peking wurde vom Vatikan gebilligt. Kardinal Joseph Zen Ze-kiun nahestehende Quellen kritisierten Erzbischof Li Shan, weil er zu Kompromissen mit der Kommunistischen Partei Chinas und der Patriotischen Kirche neige.
2016 wurde Joseph Li Shan zum Vizepräsidenten der Patriotischen Kirche bestellt. Die von der Kommunistischen Partei Chinas angeleitete 10. Nationalversammlung der Delegierten der chinesischen Katholiken wählte ihn 2022 zum Präsidenten der Patriotischen Kirche.